# Stolnica v Invernessu
Stolnica v Invernessu (škotskogelsko Cathair-Eaglais Inbhir Nis), znana tudi kot stolna cerkev svetega Andreja (1866–69), je stolnica škotske škofovske cerkve v mestu Inverness na Škotskem^ blizu bregov reke Ness. Je sedež škofa Moray, Ross in Caithness, ordinarija škofije Moray, Ross in Caithness. Stolnica je najsevernejša ohranjena škofijska stolnica v celinski Britaniji - stolnica Dornoch, stolnica Fortrose in stolnica Elgin ne delujejo več kot škofijske stolnice. To je bila prva nova protestantska stolnicaa, dokončana v Veliki Britaniji po reformaciji.

## Zgodovina
Robert Eden je bil januarja 1851 izvoljen za škofa Moraya in Rossa in je prevzel odgovornost za geografsko veliko območje, ki pa je vsebovalo samo 10 cerkva in morda 500 vernikov. Leta 1853 je preselil svoj sedež iz Elgina v Inverness, kjer je odprl škofovsko misijonsko kapelo na vzhodnem bregu reke Ness, ker škotska škofovska cerkev tam še ni zgradila cerkve. Prve maše so potekale v dekliški šoli, ki je bila odprta leta 1854, a je kmalu postala premajhna, ker se je Edenova župnija še povečevala. Škof je zato želel zgraditi stolnico za škotsko škofovsko cerkev v Invernessu. Namenjena je bila služiti kot stolnica v Višavju za škofovstvo Moray in Ross (grofija Caithness je bila vključena šele leta 1864). 17. januarja 1866 je bila sprejeta odločitev o gradnji stolnice, za katero je načrte priskrbel mladi arhitekt iz Invernessa, ki je pripadal Edenovi župniji: Alexander Ross. Zaradi finančnih razlogov so bili njegovi načrti končno izvedeni le delno in le v manjši obliki, vendar cerkev še vedno velja za Rossovo najpomembnejše delo. 
Slavnostno polaganje temeljnega kamna je 17. oktobra 1866 izvedel canterburyjski nadškof Charles Longley in je bilo prvo uradno dejanje angleškega nadškofa na Škotskem od ustanovitve prezbiterijanske cerkve. Gradbena dela so trajala skoraj tri leta in so stala več kot 15.000 funtov (brez stroškov vitražev in orgel). Stolnica v Invernessu je bila dokončana leta 1869 in odprta 1. septembra istega leta z mašo, ki sta jo darovala Samuel Wilberforce, škof iz Oxforda, in Thomas Legh Claughton, škof iz Rochestra. Takrat je bila stavba še vedno v dolgu 6835 funtov, tako da so jo lahko posvetili šele po plačilu zneska 29. septembra 1874 v navzočnosti škofa Derryja in Raphoeja, Williama Alexandra, in škofa iz Bombaj. Stolnica v Invernessu je bila prva  škotske škofovske cerkve, zgrajena in posvečena v Veliki Britaniji po reformaciji.
Stolnica je od svoje izgradnje ostala arhitekturno skoraj nespremenjena, le notranja oprema je bila v kasnejših letih spremenjena ali dopolnjena z novimi deli. Te poznejše dograditve ali prenove so vključevale na primer osvinčena steklena okna v zatrepih transepta, ki so bila nameščena leta 1877 oziroma 1887, kiparsko zasnovo arhivolt glavnega portala londonskega kiparja Thomasa Earpa (1876), korne klopi (1909) in korne pregrade Sir Roberta Lorimerja (1923) ter razpelo, ki visi v kornem loku, ki so ga obesili šele leta 1963, potem ko so morali zaradi dotrajanosti podreti streho križišča.

## Opis

### Lega
Stolnica v Invernessu stoji jugozahodno od osrednjega mesta Inverness blizu zahodnega brega reke Ness, vzporedno z Bishops Road na vogalu ulice Ardross. Ni orientirana na vzhod, temveč na jugozahod.

### Arhitektura

#### Zunanjost
Cerkev je zasnovana v neogotskem slogu v križnem tlorisu. Njen zid je sestavljen iz blokov rdečkastega peščenjaka iz mostu Conon s kontrastnimi obrobami kremnega apnenca iz kamnoloma Covesea pri Elginu. Celotna dolžina stavbe je 50 metrov, od tega je 27 metrov ladja in 18 metrov kor, vključno s pol osmerokotno apsido.
Na proti severu obrnjeni, 22 metrov široki glavni fasadi sta dva 30 metrov visoka stolpa kvadratnega tlorisa ob glavnem portalu. Načrti Alexandra Rossa so zahtevali 30 metrov visoke čelade za stolpe, vendar te nikoli niso bile realizirane. V preddverju med stolpoma visi slika Alexandra Rossa, ki prikazuje stolnico, kot jo je prvotno zasnoval. Glavni portal ima ogivalno oplato in venec s trakom. Njegova arhivolta, ki jo je izklesal Thomas Earp, ima timpanon iz portlandskega kamna. Ta prikazuje relief, ki ga je prav tako naredil Earp in prikazuje Jezusa, kako pošilja apostole. Stebri, ki se končajo z fialami vzdolž opornikov, podpirajo kipe svetih Petra, Pavla, Andreja in Janeza Krstnika. So tudi delo Thomasa Earpa. Na vzhodni strani severovzhodnega stolpa je sekundarni portal, ki je po zasnovi podoben glavnemu portalu, vendar sta njegovo kiparsko dekoracijo izdelala kiparja Donald in Andrew Davidson. Prečna ladja cerkve le plosko štrli iz stavbe. Strehe z višino slemena 27 metrov so prekrite s skodlami iz zelenega skrilavca Westmorland. Njen nekdanji železni grebenski venec ni več ohranjen.
Na jugovzhodnem vogalu cerkve je nekdanji kapitelj z oporniki na vogalih v osmerokotnem tlorisu. Zapira ga osmerokotna čelada, prekrita s skrilavcem, in danes služi kot zakristija. Jugozahodno od stolnice je enonadstropna stavba zidana iz rdečega peščenjaka in ima dvokapno streho. Zgrajena je bila leta 1871 kot deška šola, zdaj pa je v njej čajnica in majhna trgovina s spominki. Približno 130 metrov jugovzhodno od stolnice je nekdanja škofovska rezidenca Eden Court, imenovana tudi škofovska palača. Zdaj je del gledališča Eden Court, ki je dobilo ime po nekdanji škofovi rezidenci. Tako kot stolnica sta bili tudi šola in hiša zgrajeni po načrtih Aleksandra Rossa. Škof Robert Eden je načrtoval tudi gradnjo hiš za duhovnike ob rečnem bregu, vendar te niso bile nikoli uresničene.

#### Notranjost
Stolnica v Invernessu je križna bazilika. 18 metrov široko ladjo sestavljajo visoka štiripolna osrednja ladja in dve nižji stranski ladji, ki sta od osrednje ladje ločeni s šilasto obokanimi arkadami. Nad tem, v svetlobnem nadstropju, niz ogivalnih triforij prepušča svetlobo v notranjost cerkve. Arkade počivajo na masivnih stebrih iz rdečega granita, od katerih je vsak izklesan iz enega samega granitnega bloka kamna Peterhead. Njihovi kapiteli kažejo bogato izklesano okrasje iz listja, rož in ptic. So delo domačih kamnosekov. Nad kapiteli na stičiščih šilastih lokov visijo skulpture majhnih človeških glav. Upodabljajo Aleksandra Rossa, škofa Arthurja MacLeana, druge škofovske dostojanstvenike, kraljico Viktorijo in svetega Filipa. Veliko večino jih je izdelal Andrew Davidson, le portret svetnika je delo Aleksandra Rossa. Na jugozahodni ladji meji zelo kratek transept. Prehod prevzame kor. Sledi poligonalni zaključek kora (petosminski zaključek), katerega stene so bile opažene v spomin na škofa Arthurja MacLeana leta 1951. Tla, z izjemo prostora s sedeži za kongregacijo, so prekrita z barvitimi enkavstičnimi ploščicami podjetja Minton & Co iz Stoke-on-Trent. Plošče odprtega stropa, oblečenega v rdečo borovino, so okrašene s črnimi motivi. Prvotno naj bi imeli barvit dizajn.
- Glavni portal
- Kapiteljska dvorana
- Pogled proti koru
- Pogled proti portalu

### Oprema

#### Zaključek zbora
Veliki oltar v rahlo dvignjenem koncu kora je bil dar prvega škofa Roberta Edena in je bil postavljen leta 1869. Njegova menza iz caenskega kamna ima na sprednji strani alabastrne intarzije z reliefi: v sredini bel križ, okrašen s kristalnimi vložki, na desni pelikan, na levi Agnus Dei (Jagnje božje). Reliefe obdajajo nizki kačasti marmorni stebri, ki podpirajo trolistne loke. Retabel Thomasa Earpa - prav tako iz caenskega kamna - je tridelni relief, ki prikazuje prizor Križanja, Jezusa v vrtu Getsemani in Vstajenje. Te teme so prevzete v oknih na koncu kora. Trije deli oltarne mize so okronani s koničastimi loki, ki jih podpirajo stebri iz marmorja Purbeck. Osrednji del obdajajo tudi oporniki, okrašeni z angelskimi figurami. Spodnji del retabla za oltarno mizo prikazuje pisan mozaik, ki med drugim prikazuje upodobitve rož.
Na severozahodni strani kornega konca je sedilija v obliki neogotskega troseda, ki jo je oblikoval D & A Davidson po načrtih Alexandra Rossa. Sedeži so pod izklesanimi koničastimi loki, ki jih podpirajo vitki stebri iz granita Cawdor. Dokončali so jih leta 1871.

#### Kor
Korna pregrada iz hrastovega lesa, ki jo je izdelal Robert Lorimer, ločuje kor od ladje. Zasnovana je bila kot spomenik pripadnikom skupnosti, padlim v prvi svetovni vojni, z njihovimi imeni na parapetu. Iz parapeta se dvigajo vitki, vijugasti leseni stebri, ki podpirajo trolistne loke z bogatimi izrezljanimi okraski. Nad njim visi leseno razpelo Williama Glashana v kornem oboku, ki nosi simbole štirih evangelistov na koncih. Tam so ga postavili šele leta 1963, potem ko so odstranili streho križišča.
Korne klopi za kor iz leta 1909 je iz avstrijskega hrasta izdelal C. Hodgson Fowler iz Durhama po načrtih Alexandra Rossa in so namenjene spominu na škofa Jamesa Kellyja, naslednika Roberta Edena. Na njih so vklesani simboli štirih evangelistov, orla (Janez), bika (Luka), leva (Marko) in angela (Matej). Klopi niso bile namenjene samo dekanu in kanonikom, ampak tudi proštu in svetnim uradnikom škofije. V koru je poseben sedež za škofa: katedra ima lesene rezbarije, ki jih je izdelal Andrew Fraser leta 1869. Na naslonjalu je grb škofije Moray, Ross in Caithness, vogale lesenega baldahina pa krasijo figure angelov. Škofov sedež je edini preostali del prvotne lesene opreme in vidno znamenje, da je cerkvena stavba stolnica.

#### Glavna ladja
Izklesano kamnito prižnico s stebri iz zelenega irskega marmorja, ki temelji na granitnih stebrih, je zasnoval Alexander Ross, leta 1869 pa jo je izdelal D & A Davidson. Reliefi med marmornimi stebri prikazujejo Janeza Krstnika, Dobrega pastirja in svetega Andreja.
Velika medeninasta govornica je bila dar zadnjega duhovnika, ki je služboval v škofovski misijonski kapeli.
- Pogled s korne pregrade v kor
- Razpelo
- Korne klopi
- Katedra
- Glavni oltar
- Prižnica

#### Transept
Jugovzhodni transept zavzema Marijina kapela. Plošča iz sivega marmorja spominja na zadnjega škofa Moraya Williama Haya, ki je umrl leta 1707. Podaril jo je Hayev zet in je prvotno visela v stari visoki cerkvi, kamor so jo odstranili leta 1769, ko se je tam začela nova gradnja. Kopija Rafaelove Madone del Granduca iz zgodnjega 19. stoletja spominja na pokroviteljstvo kapele.
V severozahodnem transeptu so sodobne, digitalne orgle podjetja Makin's iz Leedsa. Leta 2004 so zamenjale stare trimanualne orgle Hill & Son (London) iz leta 1869, ki so bile darilo Margaret Macpherson Grant. Orgle niso bile nikoli dokončane, kot je bilo načrtovano, poskus popravila leta 1928 pa ni prinesel želenega rezultata. Ko je bila v 1980-ih in 1990-ih ugotovljena ogromna potreba po popravilih in vzdrževanju, so se namesto tega odločili za današnjo sodobno zamenjavo.

### Cerkvena okna
Vsa okna stolnice prihajajo iz delavnice Hardman & Co. iz Birminghama. Večina jih je bila dokončanih in postavljenih že ob odprtju katedrale leta 1869. Nekatera okna pa so sledila šele v naslednjih 18 letih.
Motivi oken prikazujejo Jezusovo življenje. Začenši z Oznanjenjem v oknu kapele sv. Andreja, se pot nadaljuje v smeri urinega kazalca v severozahodni ladji skozi Jezusovo rojstvo in krst Janeza Krstnika v oknu krstilnice ter Jezusove nauke in delo v nasprotni ladji. Konča se z upodobitvami Jezusa v vrtu Getsemani, njegovega križanja in vstajenja v treh oknih na koncu kora.
Veliko okno nad glavnim portalom prikazuje Kristusa na sodni dan in je eno največjih cerkvenih oken na Škotskem. Okno v Marijini kapeli je nedokončano in ima kot motiv Kristusovo vnebohod. Trije barvni diski so bili uporabljeni leta 1877.[14] Hranjenje pet tisoč je upodobljeno v oknu transepta nasproti. To okno je bilo dostavljeno in nameščeno šele leta 1887.